# جان سيتلنغر
جان سيتلنغر (بالفرنسية: Jean Seitlinger)‏ (16 نوفمبر 1924 - 1 سبتمبر 2018) هو سياسي فرنسي، كان عضوًا في الجمعية الوطنية الفرنسية، وفي الفترة ما بين 1979 حتى 1984 كان عضوًا في البرلمان الأوروبي.